# 바르카우스

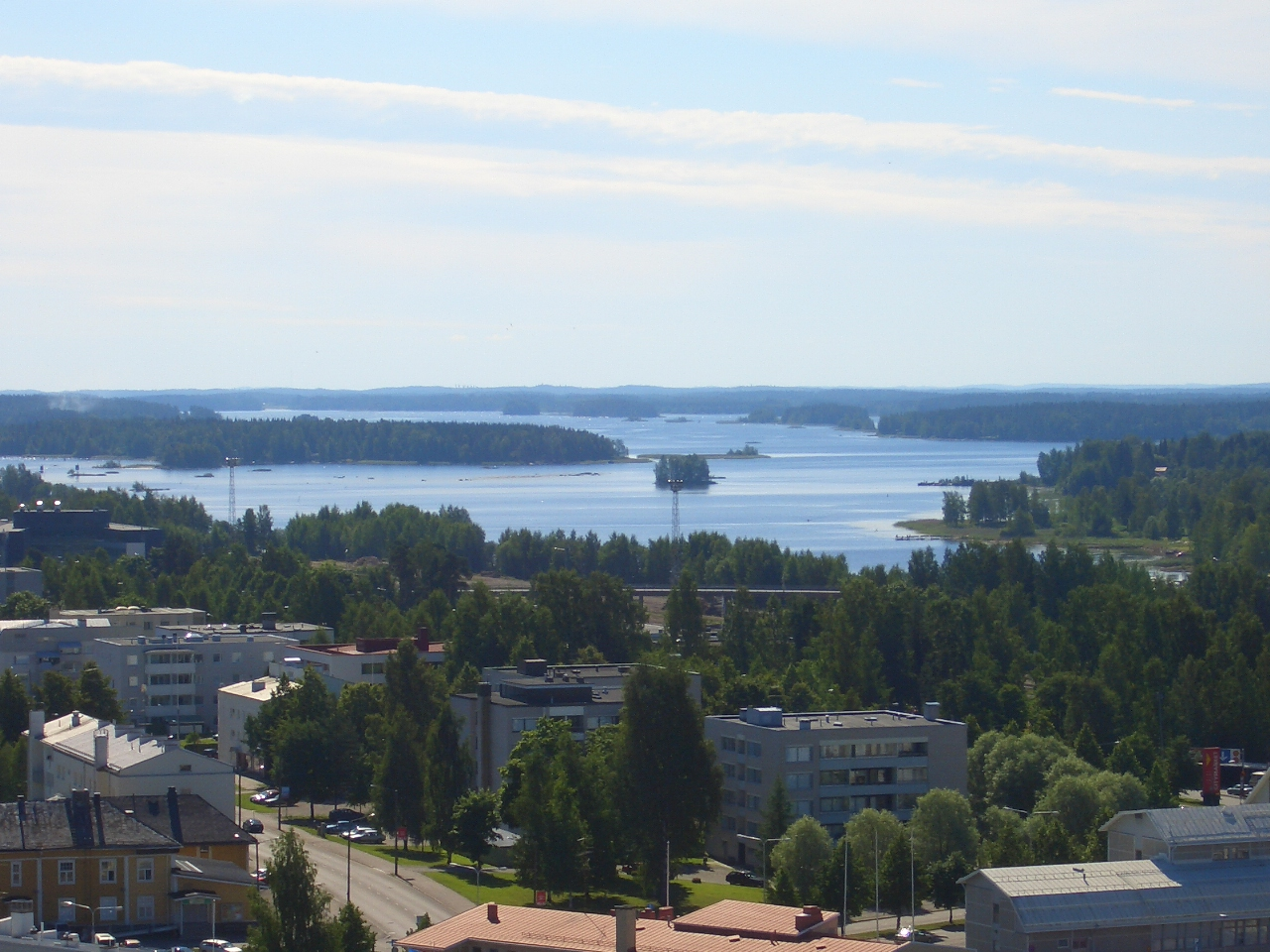
바르카우스

바르카우스의 위치

바르카우스(핀란드어: Varkaus)는 핀란드 북사보 지역에 위치한 도시로 면적은 385.62km2, 인구는 21,603명(2016년 3월 31일 기준), 인구 밀도는 55.96명/km2이다.

시 문장